# Isoète de Bolander
Isoetes bolanderi
Espèce
L’Isoète de Bolander, Isoetes bolanderi, est une espèce de plantes vivaces aquatiques de la famille des Isoetaceae. Elle fait partie du genre Isoetes qui regroupe environ 150 espèces dans le monde.

## Habitat
On la trouve dans les régions montagneuses des Rocheuses, à l'ouest de l'Amérique du Nord aux États-Unis, et seulement dans le parc national des Lacs-Waterton au Canada, où elle est menacée. On la retrouve dans des lacs ou des mares de l'étage alpin ou subalpin où la période de pousse est réduite. Elle apprécie le climat frais et humide.

## Description
Ces isoètes mesurent entre 3 et 7 cm et apprécient les milieux aquatiques. Elles ont la forme d'une touffe dont les feuilles droites ou recourbées sont disposées en spirale sur une tige renflée. Les feuilles ont une forme de cuillère et possèdent des pointes. Les plus jeunes sont au centre, tandis que les plus anciennes sont à l'extérieur.
Ces isoètes matures produisent à la fin de l'été des spores dans des sporanges situées à la base des feuilles. Ces spores sont soit femelles (les plus grandes), soit mâles (les plus petites).

## Divers
Des fossiles prouvent que des plantes similaires existaient d'ailleurs déjà il y a 350 millions d'années.